# 新闻报道 (上海电视台)
《新闻报道》（英语：STV News Report），是上海电视台新闻综合频道的主新闻节目，也是上海地区创办最早的电视新闻栏目之一。前身是《上海新闻》，原《上海新闻》于1958年10月1日随着上海电视台开播而开播。现时于北京时间每晚18:30-19:10于该频道播出。该节目由SMG融媒体中心上视新闻中心制作。
2016年6月6日起，《新闻报道》迁入“魔都之眼”新闻演播室，同時啟用以上海名勝建築半實境效果為主題的新開場片段（在此依次為外白渡橋、世博中國館、東方明珠電視塔、江海關大樓及上視大廈）。

## 节目版块
广义的《新闻报道》通常包含《新闻报道》、《新闻透视》、《观众中来》等三个版块，而新闻完结后会播放一节《天气预报》。这些版块在一定程度上可视为独立节目，甚至在SMG所提供之节目表中，该节新闻被直接称为《新闻报道新闻透视观众中来天气预报》。
新闻完结时，会打出“主编”“责任编辑”“主持人”“编辑”“导播”“《新闻透视》主编”“视觉编辑”“制作”“手语翻译”“技术”“技术监制”“新闻监制”“播出总监”等名单。

### 新闻报道
《新闻报道》为该节目的主要版块，时长通常为30分钟，及分为三节播映。该版块于1958年10月1日，即上视启播之日起开播，第一条播出的新闻是电视新闻片《1958年上海人民庆祝国庆大会和游行》，全长8分钟。上海电视台开播初期，仅在每周六播出自制新闻节目。1975年开始制作彩色新闻片，1978年停止制作黑白新闻片。
1986年2月9日，上海电视台对新闻节目进行改版和扩容，18时30分播出的新闻定名为《新闻报道》。于1992年，这节新闻一度改称《STV新闻》，惟于1995年复名《新闻报道》。2002年1月1日，原上视一套改版为新闻综合频道，全新改版的《新闻报道》开播。
该版块通常先报道上海本市的时政资讯，其后为本市其它方面和国内资讯，最后3分钟报道国际新闻简讯。有时也会不播出市内时政新闻。另外，如果需要报道中央时政新闻，通常会置于其他新闻之前。如当天有重大国际局势相关详细报道，则会将重点国际新闻置于第二节。
2022年2月22日起，该板块做出调整，正常情况下固定为30分钟，并将部分民生新闻移至《观众中来》播出。
2022年8月29日，《新闻报道》迁入新S2演播室，并于当日启用全新的节目包装及增强现实技术。在新闻提要结束后的开场音乐及转场音乐也改用本节目2000年-2007年片头曲。
2023年1月13日起，《新闻报道》与东方卫视主新闻节目《东方新闻》增设手语窗口，使上海广播电视台配有手语播报的新闻直播栏目增加到3档。

### 新闻透视
《新闻透视》于1987年7月5日启播，是中国大陆第一档社会多视角的杂志型电视新闻节目，开播初期每周播出一期，逢周日播出，每次25分钟。1992年下半年起改为每周两期，每期20分钟。1994年6月，改为每日一期（一直保持至今），随18时30分《新闻报道》后播出，时长通常为5分钟。
该版块通常报道一则当日重要新闻或热点话题。2022年2月22日起，该板块正常情况下固定为19：00开始播出。

### 观众中来
《观众中来》1984年5月4日启播，最初为《新闻报道》中的一个栏目，1987年7月5日《新闻透视》启播后，《观众中来》并入《新闻透视》。在《新闻透视》从独立的节目变为《新闻报道》的一个板块后，《观众中来》再次变为了《新闻报道》的一个栏目。2000年12月4日起，《观众中来》作为日播栏目在《新闻透视》后播出。
该板块通常是一条民生新闻，时长通常为1.5分钟，一般报道一则由观众反映的民生事件，最常见的是举报人针对市政服务、小区物业、扰民现象等的投诉。2022年2月22日起，该板块做出调整，由一条民生新闻扩充为三条。

## 节目播放情况

### 本埠播放
现时，上海电视台新闻综合频道于每日18:30-19:10播放这节新闻。若该频道因故临时决定转播中央电视台《新闻联播》（例如每年12月31日转播新年讲话、北京奥运会等在中国举行的重大国际比赛开闭幕式，中华人民共和国国庆重大庆祝活动时)，则当日仅会播出《新闻报道》，而暂停播映《新闻透视》《观众中来》。
广播方面，上海交通广播曾有于每日18:30转播这节目，有关安排现已取消。而自2015年2月2日起，上海广播电视台安排旗下的东广新闻台于每日18:30转播《新闻报道》节目。2019年，因东广新闻台改版，改为在上海新闻广播转播，时间仍为每晚18:30，但因为每晚19点上海新闻广播要转播中国中央电视台新闻联播，所以后面十分钟的时段不转播（一般在18:53中断转播，播出声音纪录片和各区创文宣传片），此安排直至2020年4月19日止。2020年4月20日起，原《新闻报道》转播时段改为转播央广中国之声《全国新闻联播》，不再转播《新闻报道》。
2020年1月24日起，因应2019冠状病毒病中国大陆疫情及春节假期，上海广播电视台所属上海新闻广播、东广新闻台、五星体育广播并机直播抗击新型冠状病毒肺炎疫情特别报道，故东广新闻台、五星体育广播亦同步转播了上视《新闻报道》的伴音。
2020年4月4日，因当日举行新型冠状病毒疫情期间殉职医护人员和因病离世者全国哀悼活动，上海广播电视台旗下各套广播频率暂停全部节目播出，统一同步直播哀悼日特别节目（由上海新闻广播统筹），其中包括转播上视《新闻报道》的伴音。电视频道方面，本节新闻改为新闻综合频道与东方影视频道、五星体育频道、东方购物频道联播，且取消播出商业广告。

### 香港播出
自2007年11月21日亚视新闻财经频道试播起，亚洲电视按此前与SMG签订的合作协议，安排新闻财经频道于每晚20:30以“上海电视台新闻”名义录播该节目。
2009年4月1日，随着新闻财经频道的停播，这一安排也随之取消。

## 主播
每期节目由一男一女两位主播负责，多数时候为一名高级主播搭配一名主播。在2002年至2013年4月30日曾改为单主播制播报新闻，2013年5月1日起恢复双主播制。现职主播为：
- 男：陶淳（资深主播）、徐惟杰（主播）
- 女：印海蓉（首席主播）、赵雅楠（主播）、郭凯旋（主播）

此外，该节目主要代班主播为林牧茵和臧熹，朱亚南、刘逸轩偶尔会代班主持该节目。
曾经担任固定主播和代班主播的（不含1995年-2013年4月30日期间《新闻透视》主播）还有张冰燕、卜凡、刘剑、欧阳夏丹、吴晓蕾、施琰、夏磊、靳松等。

## 轶事
2020年1月30日正值新冠肺炎疫情，当晚主播徐惟杰在《新闻报道》栏目播報新聞時突然咳了一聲，接著反覆清喉嚨。輪到他播報時，不但講話斷斷續續，最後更是咳到講不出話，女主播印海蓉見狀立刻接話，这一場面也得以化解，而这一话题也引发网友热议。对此徐惟杰声明称「喉嚨有點發炎，開播時正好一口痰卡在喉嚨」才會反覆咳嗽又說不出話，并强调「我沒有其他症狀，也沒有其他問題」。

## 注解
1. ↑  这日期实际为上视首次播放新闻之日期，可视为该栏目之开播日。